# Жеребцово (Псковский район)
Жеребцово — деревня в Ядровской волости Псковского района Псковской области.
Расположена в 12 км к югу от южной границы Пскова и деревни Черёха, в 3 км к востоку от деревни Соловьи.
Численность населения деревни по состоянию на 2000 год составляла 5 жителей.